# إغناثيو ميندي
إغناثيو ميندي (بالإسبانية: Ignacio Mendy) هو لاعب اتحاد الرغبي أرجنتيني، ولد في 29 يونيو 2000.